# Le Vaud
Le Vaud – miejscowość i gmina (commune) w zachodniej Szwajcarii, w kantonie Vaud, w okręgu (district) Nyon. 

## Demografia
W Le Vaud mieszkają 1403 osoby. W 2021 roku 19,3% populacji gminy stanowiły osoby urodzone poza Szwajcarią.